# Хіредзакі Ейхо
Хіредзакі Ейхо (鰭崎英朋, 29 березня 1880 — 22 листопада 1968) — японський художник та ілюстратор у жанрі укійо-е.

## Біографія
Народився у Кьобаші-ку (тепер район Чюо), Токіо. Справжнє ім'я — Хіредзакі Таро, але він також відомий під псевдонімами Аядо та Шінджі. Біологічний батько Хіредзакі, на прізвище Саєда (小枝), займався декоративним мистецтвом у Кіото, але покинув дружину ще до народження сина. Матері художника, Хіредзакі Раку (鰭崎ラク), було всього 16 років і вона не могла виховувати дитину самостійно. Вона вийшла заміж вдруге.
У 12 років Хіредзакі найнявся підмайстром до продавця взуття на ім'я Касабуро Такешіта, у якого пропрацював сім років. У 1897-му році Касабуро порадив Ейхо зайнятися живописом. Він познайомив молодика з Тошіхіде Міґіта, в якого той і почав навчатися.
У 1901-му році Хіредзакі разом з Кійоката Кабураґі та іншими однодумцями заснував спілку "уґокай" (烏合会). У травні того ж року у газеті "Токіо асахі шімбун" (東京朝日新聞) з'явилися ілюстрації сумоїстів авторства Хіредзакі. У 1904-му році він навчався у Кавабата Ґьокушьо (川端玉章) і вивчав методи живопису школи Маруяма. У 1906-му році Хіредзакі влаштувався на неповний робочий день працівником бібліотечного відділу тогочасного Міністерства культури і науки Японії, де аж до 1940-х років ілюстрував державні підручники. У 1924-му році він опублікував дереворит під назвою "Красуні в стилі нового укійо-е, квітень, азалія" (新浮世絵美人合　四月　さつき), над якою спільно працювало 11 різних митців. У січні цього ж року Хіредзакі ілюстрував для популярного літературного журналу "Кодан курабу" (講談倶楽部).
У 1928-му році була заснована Асоціація ілюстраторів Японії і Хіредзакі відразу став її членом, а у 1935-му увійшов до складу комітету. Він переїхав у район Шінджюку, але згодом переселився у район Бункьо.
Хіредзакі помер вдома у віці 88 років. Його поховано на території храму Тосеїджі в районі Суміда. Його учнями були Джімбо Томойо (神保朋世), Ішії Томомаса (石井朋昌), Фукуї Йошітомо (福井義朋), Хаяші Томохару (林朋春), Такії Касумі (瀧井霞朋), Кубота Томодзан (窪田朋山), Ватанабе Томомі (渡辺朋水), Цукамото Томодзан (塚本朋山) та Учіда Томонао (内田朋直).